# Lotta libera ai Giochi della XI Olimpiade - Pesi piuma
La competizione della categoria pesi piuma (fino a 61 kg) di lotta libera dei Giochi della XI Olimpiade si è svolta dal 2 al 4 agosto al  Deutschlandhalle in Berlino.

## Formato
Ad ogni incontro venivano assegnate le seguenti penalità:
- 0 = Al vincitore per schienata
- 1 = Al vincitore per decisione
- 2 = Allo sconfitto per decisione (1 giudici contro 2)
- 3 = Allo sconfitto per decisione (0 giudici contro 3)
- 3 = Allo sconfitto per schienata

Con cinque penalità o più il lottatore veniva eliminato.

## Risultati
| Legenda                                  | Legenda |
| ---------------------------------------- | ------- |
| Lottatore con 5 penalità o più Eliminato |         |

### 1 Turno
Si è disputato il 2 agosto.
| Vincitore               | Pen. | Risultato | Sconfitto      | Pen. |
| ----------------------- | ---- | --------- | -------------- | ---- |
| Nevil Hall              | 1    | 3:0       | Karel Kváček   | 3    |
| Gösta Jönsson-Frändfors | 0    | Schienato | Marco Gavelli  | 3    |
| Norman Morrell          | 1    | 3:0       | Josef Böck     | 3    |
| Frank Millard           | 0    | Schienato | Jean Chasson   | 3    |
| Ferenc Tóth             | 0    | Schienato | Yaşar Erkan    | 3    |
| Kustaa Pihlajamäki      | 0    | Schienato | Hector Riské   | 3    |
| Mitsuo Mizutani         | 1    | 3:0       | Werner Spycher | 3    |
| Vern Pettigrew          | 0    | Esentato  |                |      |

### 2 Turno
Si è disputato il 3 agosto.
| Vincitore               | Pen. | Risultato | Sconfitto      | Pen. |
| ----------------------- | ---- | --------- | -------------- | ---- |
| Vern Pettigrew          | 1    | 3:0       | Karel Kváček   | 6    |
| Marco Gavelli           | 4    | 3:0       | Nevil Hall     | 4    |
| Gösta Jönsson-Frändfors | 1    | 3:0       | Josef Böck     | 6    |
| Frank Millard           | 0    | Schienato | Norman Morrell | 4    |
| Ferenc Tóth             | 0    | Schienato | Jean Chasson   | 6    |
| Yaşar Erkan             | 4    | 3:0       | Hector Riské   | 6    |
| Kustaa Pihlajamäki      | 0    | Schienato | Werner Spycher | 6    |
| Mitsuo Mizutani         | 1    | Esentato  |                |      |

### 3 Turno
Si è disputato il 4 agosto.
| Vincitore               | Pen. | Risultato | Sconfitto       | Pen. |
| ----------------------- | ---- | --------- | --------------- | ---- |
| Vern Pettigrew          | 1    | Schienato | Mitsuo Mizutani | 4    |
| Gösta Jönsson-Frändfors | 1    | Schienato | Nevil Hall      | 7    |
| Marco Gavelli           | 5    | 3:0       | Marco Gavelli   | 7    |
| Frank Millard           | 1    | 3:0       | Ferenc Tóth     | 3    |
| Kustaa Pihlajamäki      | 0    | Schienato | Yaşar Erkan     | 7    |

### 4 Turno
Si è disputato il 4 agosto.
| Vincitore               | Pen. | Risultato | Sconfitto       | Pen. |
| ----------------------- | ---- | --------- | --------------- | ---- |
| Gösta Jönsson-Frändfors | 2    | 3:0       | Mitsuo Mizutani | 7    |
| Frank Millard           | 1    | Schienato | Vern Pettigrew  | 4    |
| Kustaa Pihlajamäki      | 0    | Schienato | Ferenc Tóth     | 6    |

### 5 Turno
Si è disputato il 4 agosto.
| Vincitore               | Pen. | Risultato | Sconfitto      | Pen. |
| ----------------------- | ---- | --------- | -------------- | ---- |
| Gösta Jönsson-Frändfors | 3    | 3:0       | Vern Pettigrew | 7    |
| Kustaa Pihlajamäki      | 1    | 3:0       | Frank Millard  | 4    |

### 6 Turno
Si è disputato il 4 agosto.
| Vincitore          | Pen. | Risultato | Sconfitto               | Pen. |
| ------------------ | ---- | --------- | ----------------------- | ---- |
| Frank Millard      | 5    | 2:1       | Gösta Jönsson-Frändfors | 5    |
| Kustaa Pihlajamäki | 1    | Esentato  |                         |      |

## Classifica finale
| Pos.    | Atleta                  | Nazione        |
| ------- | ----------------------- | -------------- |
| Oro     | Kustaa Pihlajamäki      | Finlandia      |
| Argento | Frank Millard           | Stati Uniti    |
| Bronzo  | Gösta Jönsson-Frändfors | Svezia         |
| 4       | Vern Pettigrew          | Canada         |
| 5       | Ferenc Tóth             | Ungheria       |
| 6       | Mitsuo Mizutani         | Giappone       |
| 7       | Marco Gavelli           | Italia         |
| 8       | Norman Morrell          | Gran Bretagna  |
| 8       | Nevil Hall              | Sudafrica      |
| 8       | Yaşar Erkan             | Turchia        |
| 11      | Hector Riské            | Belgio         |
| 11      | Jean Chasson            | Francia        |
| 11      | Josef Böck              | Germania       |
| 11      | Werner Spycher          | Svizzera       |
| 11      | Karel Kváček            | Cecoslovacchia |